# Romina Lozano
Romina Lozano Saldaña (sinh ngày 6 tháng 11 năm 1996) là một người mẫu Peru và người đẹp trong cuộc thi sắc đẹp giành giải Hoa hậu Peru 2018 vào ngày 29 tháng 10 năm 2017 và đại diện cho Peru tham gia cuộc thi Hoa hậu Hoàn vũ 2018.

## Cuộc sống cá nhân
Lozano sống ở Bellavista, Peru. Cô đang nghiên cứu học tập về khoa học dinh dưỡng.

## Người mẫu Ưa nhìn Peru 2016
Lozano đến Lima để tham gia cuộc thi Elite Model Model Look Peru 2016, cuộc thi được tổ chức nhằm chọn ra một người mẫu đến từ Peru tham gia cuộc thi Elite Model Look quốc tế, nhưng không thành công.

## Hoa hậu Callao 2017
Lozano thi đấu tại cuộc thi Hoa hậu Callao 2017, được tổ chức vào đêm 18 tháng 2 năm 2017, giành chiến thắng và được trao vương miện bởi Valeria Piazza, Hoa hậu Peru năm 2016.

## Hoa hậu Perú 2018
Với tư cách Hoa hậu Callao 2017, cô đại diện cho bang Callao tham gia cuộc thi Hoa hậu Peru 2018, được tổ chức tại Nhà hát thành phố Lima, vào ngày 29 tháng 10 năm 2017. Sự kiện năm đó trở thành lần tổ chức cuộc thi Hoa hậu Peru gây nhiều tranh cãi nhất, thúc đẩy sự phản đối bạo lực đối với phụ nữ vì có khoảng 23 thí sinh nói về các biện pháp bạo lực hàng ngày đới với phụ nữ ở Peru. Cuối cùng Lozano là người chiến thắng và được trao vương miện bởi Prissila Howard đến từ Piura, là Hoa hậu Peru 2017.

## Hoa hậu Hoàn vũ 2018
Với tư cách là Hoa hậu Peru 2018, Lozano tham gia tranh tài tại cuộc thi Hoa hậu Hoàn vũ 2018.